# Linda Grant
Linda Grant (ur. 15 lutego 1951 w Liverpoolu) – angielska pisarka i publicystka.
Urodziła się w rodzinie rosyjskich i polskich emigrantów o żydowskich korzeniach. Studiowała na University of York, a następnie w McMaster University w Kanadzie. Ukończyła studia podyplomowe na Uniwersytecie Simona Frasera, do Wielkiej Brytanii powróciła w 1985 i podjęła pracę dziennikarska dla The Guardian, gdzie przez osiemnaście miesięcy prowadziła własną rubrykę. Pierwszą książkę „Sexing the Millennium: A Political History of the Sexual Revolution” napisała w 1993. Pięć lat później napisała “Remind Me Who I Am, Again” będącą dziennikiem jej matki walczącej z otępieniem naczyniowym spowodowanym chorobą Alzheimera. Wydana w 2000 „When I Lived in Modern Times” (pol:”Kiedy żyłam w nowych czasach”) otrzymała prestiżową nagrodę Orange Prize. W 2006 była laureatką Lettre Ulysses Award w kategorii reportażu. Jej powieść z 2008 „The Clothes On Their Backs” była nominowana do Nagrody Bookera i zdobyła South Bank Show w kategorii literatura.

## Twórczość
- We Had It So Good, 2011
- The Thoughtful Dresser, 2009
- The Clothes On Their Backs, 2008
- The People on the Street, a writer's view of Israel, 2006
- Still Here, 2002
- When I Lived in Modern Times, 2000 (wydanie polskie Kiedy żyłam w nowych czasach 2007)
- Remind Me Who I Am, Again, 1998
- The Cast Iron Shore, 1995
- Sexing the Millennium: A Political History of the Sexual Revolution, 1993.